# Crematogaster difformis
Crematogaster difformis är en myrart som beskrevs av Smith 1857. Crematogaster difformis ingår i släktet Crematogaster och familjen myror.

## Underarter
Arten delas in i följande underarter:
- C. d. difformis
- C. d. physothorax
- C. d. sewardi
- C. d. vacca